# カイシャン
カイシャン（モンゴル語：ᠬᠠᠶᠢᠰᠠᠩ、Qayšan、漢字：海山、1281年8月4日 - 1311年1月27日）は、モンゴル帝国の第7代カアン（元としては第3代皇帝）。『集史』および『ヴァッサーフ史』『選史』などのペルシア語資料の表記では、ハイシャン（خايشانك Khāīshānk,  خيشان Khayshān）など。

## 生涯
成宗テムルの早世した兄のダルマバラの長男として生まれる。有力部族コンギラト出身のダギを母とすることから、嫡子のデイシュに先立たれたテムルの有力な後継者候補であったが、大徳3年（1299年）にモンゴル高原に派遣され、キプチャク親衛軍を中核とする元の高原駐留軍の指揮を委ねられた。大徳5年（1301年）には中央アジアの諸王を動員して総力で高原に侵攻してきたカイドゥの軍との戦いに参加し、テケリクの戦いでカイドゥを敗走させた。これらの戦功により大徳8年（1304年）には懐寧王に封ぜられたカイシャンは、大徳10年（1306年）にはアルタイ山脈方面まで侵攻してメリク・テムルを降すなど大きな戦果をあげた（イルティシュ河の戦い）。
大徳11年（1307年）、カアンのテムルが没すると、東に戻ってカラコルムに入り、形勢を窺った。時にバヤウト部族出身のテムルの皇后のブルガンは、テムルの有力な後継者候補であるカイシャンと弟のアユルバルワダをあらかじめ首都の大都から遠ざけたうえで、兄弟の母のダギの実家であるコンギラト部の影響を排するため、コンギラトの血を引かないテムルの従兄弟のアナンダを皇帝に擁立しようとした。これに対しコンギラト派の重臣は密かにアユルバルワダを大都に迎え入れるとクーデターを起こし、ブルガンとアナンダを捕らえた。これを知ったカイシャンは自らの指揮する大軍を率いてもうひとつの首都の上都に赴き、弟のアユルバルワダに迎えいれられて譲位を受け、6月21日に上都にて第7代カアンに即位した。
カイシャンは即位において内紛を経験した経緯から、弟のアユルバルワダを皇太子として立て、母のダギを皇太后に立てたのを始め、帝室の諸王やモンゴル貴族たちに賞与を乱発して王族から絶大な人気を得た（亡父のダルマバラにも昭聖衍孝皇帝と追諡し、廟号を順宗としている）。12月29日に翌大徳12年を改元して至大元年とするように詔し、至大元年（1308年）7月、カイシャンは即位して政権の基礎をおおよそ固め終わると、西方の有力モンゴル諸王家の3人当主たちに、王族と有力部将からなる大規模な使節団を派遣させた。すなわち、チャガタイ・ウルス当主でドゥアの長男のコンチェク、ジョチ・ウルスの当主トクタ、そしてイルハン朝の当主オルジェイトゥのもとへである。しかし、歳賜の増加はクビライ以来の積年の外征による軍事費とあわせて元の財政にのしかかり、朝廷は財政の混乱に苦しめられた。そこでカイシャンは曾祖父の世祖クビライにならい、財政を司る中央官庁の尚書省を復活させて行政担当の中書省に並立せしめるとともに、各地の行中書省を行尚書省に改めさせて専売制に関わる業務を強化し、紙幣である交鈔の価値が下落して信用を失っていたため、その対策として新紙幣の至大銀鈔を発行して通貨の切り下げを断行するなど、インフレーションの抑制を図るために様々な手段を講じた。また、カラコルム、上都、大都に続くモンゴル帝国の新たな都として中都の建設を始めた。しかし、カイシャンの治世が4年にも満たなかったこともあっていずれの政策もうまくいかず、場当たりな経済政策に対して漢民族の民衆や官僚は不満を高めた。
また、カイシャンは高原駐留軍時期からの側近を高位に取り立て、特に腹心の精鋭部隊であるキプチャク親衛軍を始め、アスト、カンクリなどの非モンゴル系の親衛軍を寵遇したが、アユルバルワダのクーデターを助けたコンギラト派の重臣たちにはあまり報いるところがなかったので、彼らの不満も鬱積していた。
至大4年（1311年）、カイシャンは30歳の若さで急死して（母のダギと弟のアユルバルワダによるクーデターが濃密であると言われる）アユルバルワダが即位すると、たちまちコンギラト派は母のダギを中心に結集し、カイシャン派の重臣たちを追放してしまった。さらにアユルバルワダの次にはカイシャンの子をカアンとするという生前の約束が違えられ、カイシャンの長男のコシラは追放されてしまったので、キプチャク親衛軍をはじめとするカイシャン恩顧の将軍たちは、天暦元年（1328年）にカイシャンの次男のトク・テムルが即位するまで長らく不満を持ち続けることになる。

## 系譜

### 后妃
『元史』巻106表1后妃表には3人の皇后と2人の側室の名前が記録されている。
- 宣慈恵聖皇后 ジンゲ（真哥）- コンギラト部出身。ブルブラ（迸不剌）の娘。1327年没。
- 皇后 スゲシリ（速哥失里）- コンギラト部出身。カルジ（哈児只）の娘。ジンゲ皇后の従妹。
- オルジェイテイ（完者歹）- 出身部族、出自などの記録なし。
- 側室 仁献皇后 イキレス（亦乞列思）氏 - イキレス部出身。奴兀倫公主を母に持つ。
- 側室 文献皇后 タングート（唐兀）氏 - タングート部出身。

### 子女
- 明宗 コシラ - 母はイキレス氏
- 文宗 トク・テムル - 母はタングート氏